# Santa Catarina Mechoacán
Santa Catarina Mechoacán es una localidad del estado mexicano de Oaxaca. Es cabecera del municipio de Santa Catarina Mechoacán.

## Demografía
| Censo | Población |
| ----- | --------- |
| 1900  | 966       |
| 1910  | 981       |
| 1921  | 936       |
| 1930  | 1069      |
| 1940  | 1272      |
| 1950  | 1482      |
| 1960  | 1890      |
| 1970  | 2417      |
| 1980  | 3080      |
| 1990  | 3663      |
| 1995  | 3984      |
| 2000  | 4180      |
| 2005  | 4320      |
| 2010  | 4500      |
| 2020  | 4526      |